# Iglesia Antigua, Texas
Iglesia Antigua, Texas (енгл. Iglesia Antigua) насељено је место без административног статуса у америчкој савезној држави Тексас.

## Демографија
По попису из 2010. године број становника је 413.
| Група             | 2000.    | 2010.       |
| Белци             | 0 (0,0%) | 20 (4,8%)   |
| Афроамериканци    | 0 (0,0%) | 1 (0,2%)    |
| Азијати           | 0 (0,0%) | 0 (0,0%)    |
| Хиспаноамериканци | 0 (0,0%) | 390 (94,4%) |
| Укупно            | 0        | 413         |